# Leon Szuman

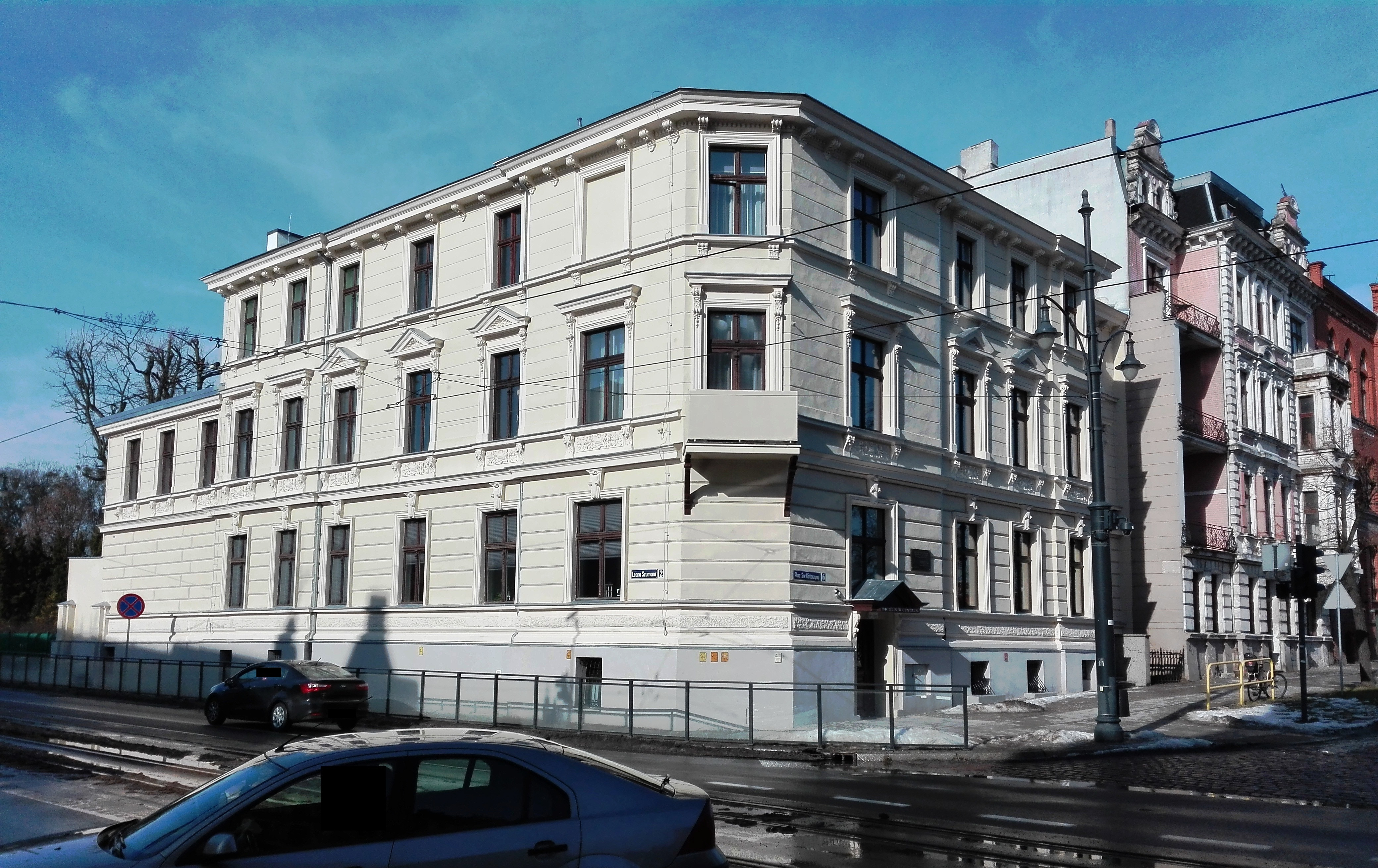
Kamienica, w której mieściła się klinika Leona Szumana

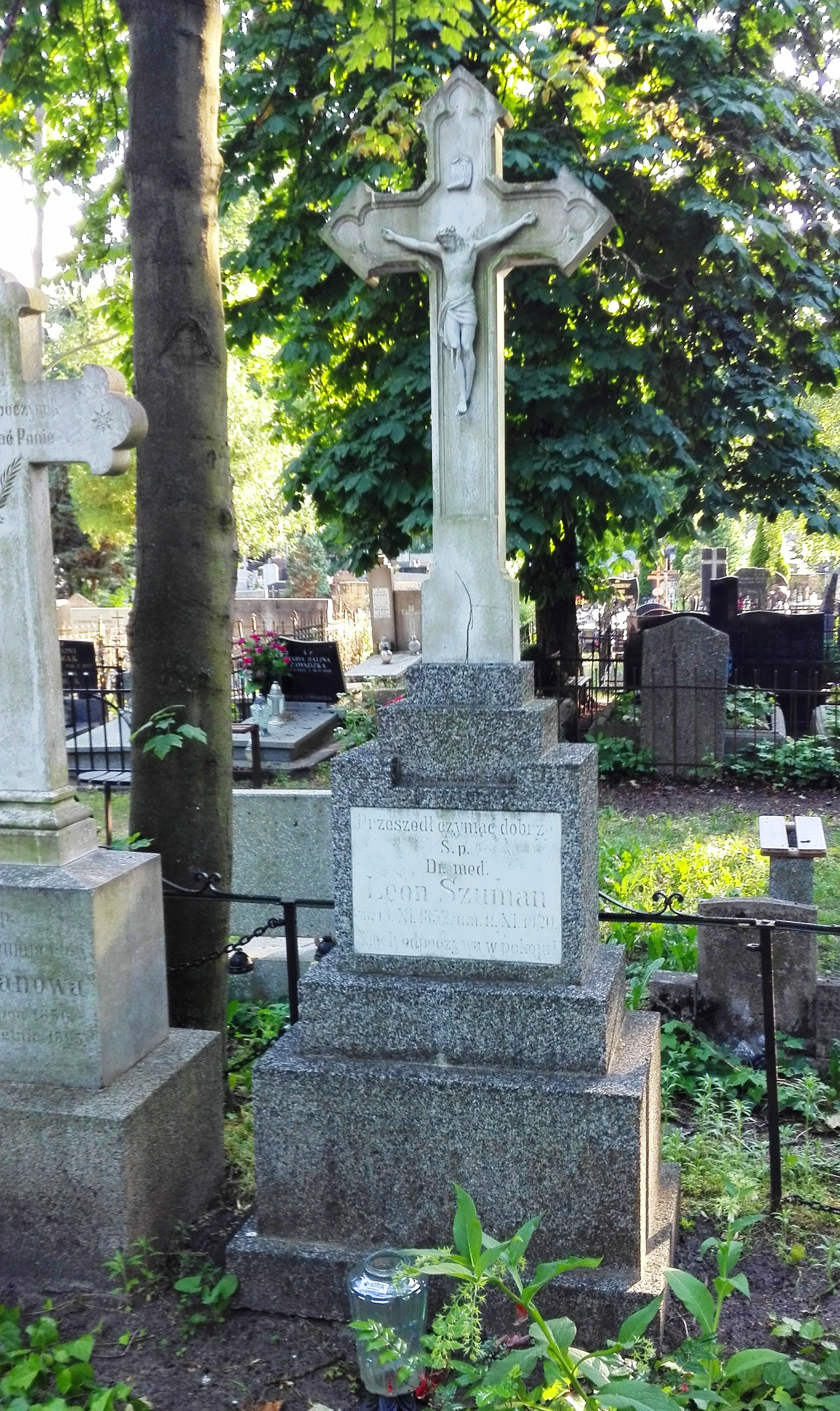
Grób Leona Szumana na cmentarzu św. Jerzego w Toruniu

Leon Stanisław Szuman (ur. 13 listopada 1852 w Kujawkach koło Wągrowca, zm. 11 listopada 1920 w Grzymysławiu pod Śremem) – polski chirurg, poeta, działacz społeczny.

## Biografia
Leon Szuman urodził się 13 listopada 1852 w Kujawkach. Jego ojcem był Idzi Szuman, uczestnik powstania styczniowego, więziony w twierdzy w Koninie za wyrabianie kul dla powstańców. Po przekupieniu straży więziennej Idzi uciekł z twierdzy, jednak rażony paraliżem pozostał kaleką do końca życia. Matka Leona zmarła na gruźlicę kilka lat po urodzeniu Leona.
Po śmierci matki był wychowywany w domu wujostwa Mateckich w Poznaniu. Początkowo uczył się w domu. W dziewiątym roku życia rozpoczął naukę w Gimnazjum św. Marii Magdaleny w Poznaniu (obecnie Liceum Ogólnokształcące św. Marii Magdaleny). W 1871 zdał maturę. W latach 1871–1876 studiował we Wrocławiu medycynę. W 1872 rozpoczął samodzielną pracę naukowo-badawczą. Eksperymentował na ciałach zwierząt, częściowo w instytutach fizjologicznych, a częściowo w warunkach naturalnych na wsi. Owocem badań było napisanie rozprawy Doświadczenia nad czasowym i trwałym zamknięciem światła naczyń po podwiązaniu i akupresurze, nagrodzona przez Wydział Lekarski Uniwersytetu Wrocławskiego. Pracę opublikowano w 1847 w Pamiętniki Towarzystwa Lekarskiego Warszawskiego. Podczas studiów miał przerwę spowodowaną problemami zdrowotnymi. Uzyskał stopień doktora medycyny w 1876, na podstawie pracy naukowej O złośliwych naroślach kostnych. Po dwóch latach asystentury w 1877 zdał egzamin państwowy, uprawniający do wykonywania zawodu lekarza.
W latach 1877–1879 pracował jako lekarz pogotowania ratunkowego. Był asystentem profesora Hermanna Fischera. W wyniku niskiej pensji i konfliktu z Fischerem Szuman w czerwcu 1879 roku osiedlił się w Toruniu. Był drugim (obok Leopolda Różyckiego) doktorem dla ludności polskiej mieszkającej w Toruniu.
Pracę jako lekarz rozpoczął w prywatnym szpitalu sióstr diakonisek. Jako pierwszy lekarz w Toruniu przeprowadził operacje wyrostka robaczkowego, pęcherzyka żółciowego, przepukliny, jelit i żołądka.
W 1884 założył niewielką klinikę prywatną, mieszczącą się na ulicy Mikołaja Kopernika. Lokal przejął po niemieckim lekarzu Kuglerze. Klinika na ulicy Kopernika dysponowała kilkunastoma łóżkami. 7 marca 1893 założył nową klinikę, znajdującą się na ówczesnej Werderstrasse (obecnie jest to róg ulicy Szumana i placu św. Katarzyny; budynek istnieje do dzisiaj). Nowa klinika dysponowała nowoczesnym sprzętem i narzędziami chirurgicznymi, które umożliwiały przeprowadzenie zabiegów, jakich nie można było przeprowadzić w Szpitalu Miejskim oraz w innych prywatnych klinikach. Dzięki licznym sukcesom jego klinika cieszyła się renomą, a sam Szuman był nazywany „Pomorskim Mikuliczem”.
Napisał ponad 50 publikacji naukowych, opublikowanych w wydawnictwach polskich i niemieckich. Większość tekstów opublikowano w poznańskich Nowinach Lekarskich. W 1914 został członkiem Związku Polskich Lekarzy i Przyrodników w Petersburgu. Należał również do Niemieckiej Izby Lekarskiej.
W 1918 Szuman przekazał klinikę najbliższemu współpracownikowi, doktorowi Zdzisławowi Dandelskiemu. 24 listopada 1918 roku podpisał się pod odezwą w sprawie pomocy dla reemigrantów. Leon Szuman zmarł 11 listopada 1920 w Grzymysławiu koło Śremu. Został pochowany na cmentarzu św. Jerzego w Toruniu. Biblioteka medyczna Leona Szumana została przekazana Bibliotece Uniwersyteckiej w Poznaniu.

## Twórczość poetycka
Jako poeta Szuman opublikował kilka tomików wierszy. Większość wierszy miała charakter patriotyczny i narodowy. Wiele wierszy było poświęconych myślistwu, będącego jego pasją. W zbiorach Wojewódzkiej Biblioteki Publicznej – Książnicy Kopernikańskiej zachowały się cztery tomiki jego wierszy:
- Ballada zajęcza (Toruń, 1886);
- Wspomnienia myśliwskie (Toruń, 1890);
- Z łowów i z podróży (Toruń, 1894);
- Wspomnienia i pieśni z lat 1915 – 1919. Z czasów rozlewu krwi i pożogi na kuli ziemskiej (Toruń, 1919).

## Działalność społeczna
Szuman aktywnie uczestniczył w życiu społecznym i patriotycznym Torunia. Należał do Towarzystwa Naukowego w Toruniu (TNT). W maju 1881 współtworzył spółkę akcyjną „Muzeum w Toruniu”, mającej na celu zebranie pieniędzy na budowę siedziby TNT, będącej równocześnie hotelem i muzeum historii Polski. Szuman był członkiem Rady Nadzorczej, a od 1886 prezesem TNT. Stanowisko objął po śmierci poprzedniego prezesa Ignacego Łyskowskiego. Funkcję tę pełnił do początku lat 90. XIX wieku, a zrezygnował z niej w wyniku nadmiaru obowiązków zawodowych. W latach 1897–1900 był sekretarzem TNT. W 1918 zainicjował i współtworzył toruńskie Towarzystwo Muzealne, mające wspierać działalność TNT. Po jej założeniu Szuman został prezesem Towarzystwa.

## Życie prywatne
W 1879 ożenił się z Eugenią Gumpertówną. Z pierwszego małżeństwa miał siedmioro dzieci: Marię (z męża Plecińska), Henryka (Sługa Boży), Irenę (z męża Kozłowska), Stefana (profesora Uniwersytetu w Poznaniu), Wandę (działaczkę społeczną), Leona i Jerzego. Po śmierci Eugenii Gumpertównej w 1895 roku na gruźlicę ożenił się z Emilią Gumpertówną, starszą siostrą swojej pierwszej żony, wdową po Bolesławie Osieckim. Z drugiego małżeństwa nie miał dzieci. Według Wandy Szuman, jej ojciec ożenił się z Emilią na wyraźnie życzenie umierającej Eugenii. Emilia Gumpertówna zmarła 20 października 1912.